# Hubert Philippus de Kanter
Hubert Philippus de Kanter (Brielle, 19 juli 1844 - Haarlem, 14 juli 1906) was een Nederlands politicus.
De Kanter was een liberaal Tweede Kamerlid, zoon van een predikant uit Brielle en zwager van J.D. Veegens, van wie hij tevens compagnon was in een advocatenpraktijk in Brielle. Hij vestigde zich later in Haarlem als directeur van een verzekeringsmaatschappij. Hij werd in 1891 gekozen in het district Bergum (Tietjerksteradeel) en behoorde tot de progressieve vleugel van de liberalen die voor verregaande kiesrechtuitbreiding was. Hij dolf in 1897 en 1901 bij de verkiezingen het onderspit tegen de opkomende antirevolutionairen en sociaaldemocraten.
- Biografisch Portaal: 00028429
- Gemeinsame Normdatei: 1066588317
- International Standard Name Identifier: 0000 0000 7761 4773
- Library of Congress Control Number: no2010035049
- Nederlandse Thesaurus van Auteursnamen: 072511117
- Parlement.com: vg09ll24edpt
- Virtual International Authority File: 108017761
- WorldCat: E39PBJhhp9hvKkMW8chBCbdxXd